# 보랏: 카자흐스탄 킹카의 미국 문화 빨아들이기
《보랏: 카자흐스탄 킹카의 미국 문화 빨아들이기》(영어: Borat: Cultural Learnings of America for Make Benefit Glorious Nation of Kazakhstan)는 래리 찰스가 감독을 맡은 미국과 영국 합작의 2006년 모큐멘터리 코미디 영화이다.
영화의 각본, 제작을 맡은 영국의 코미디언 사샤 배런 코언은 미국을 여행하면서 미국인들과 지내는 실제 영상을 기록한, 영화의 메인 캐릭터이자 가상의 카자흐스탄의 리포터인 보라트 사그디예프를 연기했다. 보라트 사그디예프가 카자흐스탄 정보부의 요청을 받아 미국을 방문하는 과정을 다큐멘터리로 제작하라는 임무를 수행하는 과정에서 일어나는 사건, 사고를 담고 있다.

## 출연

### 주연
- 사챠 바론 코헨

### 조연
- 켄 데비티언
- 루에넬

## 사건 및 논란
- 영화에 등장하는 주인공인 보라트 사그디예프가 유대인을 폄하하는 반유대주의 성향을 가진 캐릭터로 묘사되자 미국의 유대인 단체인 반명예훼손연맹은 영화 제작에 대한 우려를 호소했다.
- 영화가 촬영된 루마니아의 글로드(Glod) 마을 주민들은 영화 속에 등장하는 글로드 마을이 "근친상간과 성매매가 자행되는 마을"로 묘사되었다며 소송을 제기했다.
- 2012년 3월 22일 쿠웨이트에서 열린 국제 사격 선수권 대회 시상식에서 영화에 등장하는 노래인 〈O Kazakhstan〉을 카자흐스탄의 국가로 착각하여 연주하는 사고가 일어났다. 이에 카자흐스탄 사격 선수단이 사과를 요구했다.

## 같이 보기
- 반미주의